# NHL Awards 1993
Die NHL Awards 1993 sind Eishockey-Ehrungen der National Hockey League und wurden im Juni 1993 vergeben.
Mario Lemieux war der große Gewinner der Verleihung, da er mit fünf Trophäen ausgezeichnet wurde. Teemu Selänne war unumstritten der beste Rookie und stand auf allen Stimmzettel oben. Ed Belfour erhielt zum zweiten Mal die Auszeichnung als bester Torhüter und Chris Chelios wurde erstmals nach vier Jahren wieder als bester Verteidiger geehrt.

## Preisträger
Hart Memorial Trophy
Wird verliehen an den wertvollsten Spieler (MVP) der Saison durch die Professional Hockey Writers' Association
- Mario Lemieux (C) – Pittsburgh Penguins (248 Punkte)

- Außerdem nominiert
- Doug Gilmour – Toronto Maple Leafs (99 Punkte)
- Pat LaFontaine (C) – Buffalo Sabres (52 Punkte)

Lester B. Pearson Award
Wird verliehen an den herausragenden Spieler der Saison durch die Spielergewerkschaft NHLPA
- Mario Lemieux (C) – Pittsburgh Penguins

Vezina Trophy
Wird an den herausragenden Torhüter der Saison durch die Generalmanager der Teams verliehen
- Ed Belfour – Chicago Blackhawks (120 Punkte)

- Außerdem nominiert
- Tom Barrasso – Pittsburgh Penguins (70 Punkte)
- Curtis Joseph – St. Louis Blues (27 Punkte)

James Norris Memorial Trophy
Wird durch die Professional Hockey Writers' Association an den Verteidiger verliehen, der in der Saison auf dieser Position die größten Allround-Fähigkeiten zeigte
- Chris Chelios – Chicago Blackhawks (201 Punkte)

- Außerdem nominiert
- Ray Bourque – Boston Bruins (97 Punkte)
- Larry Murphy – Pittsburgh Penguins (93 Punkte)

Frank J. Selke Trophy
Wird an den Angreifer mit den besten Defensivqualitäten durch die Professional Hockey Writers' Association verliehen
- Doug Gilmour – Toronto Maple Leafs (160 Punkte)

- Außerdem nominiert
- Dave Poulin – Boston Bruins (81 Punkte)
- Joel Otto – Calgary Flames (63 Punkte)

Calder Memorial Trophy
Wird durch die Professional Hockey Writers' Association an den Spieler verliehen, der in seinem ersten Jahr als der Fähigste gilt
- Teemu Selänne (G) – Winnipeg Jets (250 Punkte)

- Außerdem nominiert
- Joé Juneau (LW) – Boston Bruins (75 Punkte)
- Félix Potvin (G) – Toronto Maple Leafs (63 Punkte)

Lady Byng Memorial Trophy
Wird durch die  Professional Hockey Writers' Association an den Spieler verliehen, der durch einen hohen sportlichen Standard und faires Verhalten herausragte
- Pierre Turgeon (C) – New York Islanders (164 Punkte)

- Außerdem nominiert:
- Adam Oates (C) – Boston Bruins (104 Punkte)
- Pat LaFontaine (C) – Buffalo Sabres (44 Punkte)

Jack Adams Award
Wird durch die NHL Broadcasters' Association an den Trainer verliehen, der am meisten zum Erfolg seines Teams beitrug
- Pat Burns – Toronto Maple Leafs (183 Punkte)

- Außerdem nominiert
- Brian Sutter – Boston Bruins (117 Punkte)
- Pierre Pagé – Quebec Nordiques (82 Punkte)

King Clancy Memorial Trophy
Wird an den Spieler vergeben, der durch Führungsqualitäten, sowohl auf als auch abseits des Eises und durch soziales Engagement herausragte
- Dave Poulin – Boston Bruins

Bill Masterton Memorial Trophy
Wird durch die Professional Hockey Writers' Association an den Spieler verliehen, der Ausdauer, Hingabe und Fairness in und um das Eishockey zeigte
- Mario Lemieux – Pittsburgh Penguins

Conn Smythe Trophy
Wird an den wertvollsten Spieler (MVP) der Play Offs verliehen
- Patrick Roy (G) – Montreal Canadiens

Art Ross Trophy
Wird an den besten Scorer der Saison verliehen
- Mario Lemieux – Pittsburgh Penguins 160 Punkte (69 Tore, 91 Vorlagen)

William M. Jennings Trophy
Wird an den/die Torhüter mit mindestens 25 Einsätzen verliehen, dessen/deren Team die wenigsten Gegentore in der Saison kassiert hat
- Ed Belfour – Chicago Blackhawks 177 Gegentore in 71 Spielen (Gegentordurchschnitt: 2,59)

Alka-Seltzer Plus Award
Wird an den Spieler verliehen, der während der Saison die beste Plus/Minus-Statistik hat
- Mario Lemieux – Pittsburgh Penguins +55